# Pınarbaşı (Kastamonu)
Pour les articles homonymes, voir Pınarbaşı.
Pınarbaşı est une ville et un district de la province de Kastamonu dans la région de la mer Noire en Turquie.